# Megasema fritschi
Megasema fritschi là một loài bướm đêm trong họ Noctuidae.